# روز اصفهان

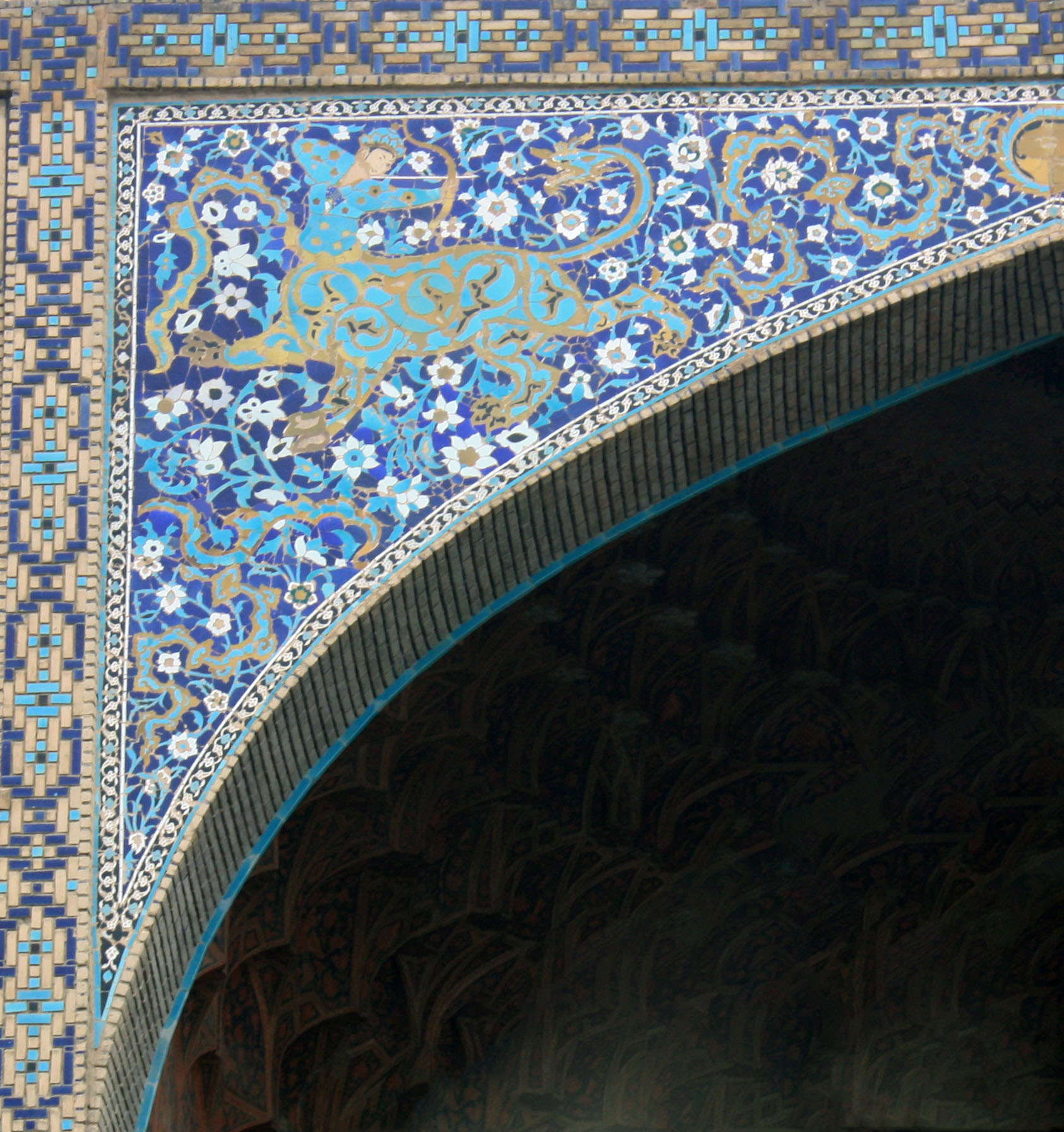
نگاره تاریخی منقوش بر کاشی کاری‌های سردر قیصریه که با اقتباس از صورت فلکی برج قوس (آذر) طراحی شده‌است، به عنوان نماد اصفهان شناخته شده‌است.

روز اصفهان روزی پاسداشت و ارج نهادن به شهر تاریخی اصفهان و روز نکوداشت اصفهان است. این روز برابر با یکم آذرماه هر سال است.
در۶ مرداد ۱۴۰۱ دولت رئیسی به دلیل پیشنهاد دبیر شورای انقلاب فرهنگی، در تقویم ایرانی روز ۲۵ آبان را به نام روز حماسه و ایثار مردم اصفهان نام نهاد.

## اصفهان برای همیشه، برای همه
انجمن دوستداران اصفهان، شعارِ اصفهان برای همیشه، برای همه را به عنوان آرمان مشترک همه دوستداران اصفهان برگزیده‌است که بر پوسترهای روز اصفهان به چشم می‌خورد.
برخی نیز سوم اردیبهشت را به عنوان زادروز شیخ بهایی، روز اصفهان می‌دانند در حالی که او در روز ۲۶ ذیحجه سال ۹۵۳هجری قمری برابر با ۸ اسفندماه سال ۹۲۵هجری شمسی متولد شده‌است ولی در تقویم رسمی کشور سوم اردیبهشت، روز شیخ بهایی نام گرفته و اخیراً نیز این روز، روز ملی کارآفرینی نامیده شده‌است.

## روز و نماد اصفهان
سال‌های قبل و در مدیریت شهری سابق اصفهان، سوم اردیبهشت مصادف با تولد شیخ بهایی به عنوان روز اصفهان در نظر گرفته شده بود و در طول یک هفته برنامه‌های ویژه ای از سوی سازمان فرهنگی تفریحی وقت برگزار می‌شد.
این تاریخ همواره محل مناقشه بین انجمن دوستداران اصفهان و اصفهان دوستان با مدیریت شهری بود، چرا که مخالفان باور داشتند بنابر شواهد تاریخی و المان‌های موجود در میدان نقش جهان، نماد قوس به عنوان نماد اصفهان شناخته شده‌است و لازم است بر این اساس اول آذر به نام روز اصفهان مورد توجه قرار گیرد.
با این حال این کشمکش‌ها راه به جایی نبرد تا اینکه در مدیریت جدید شهری که بعد از انتخابات ۲۹ اردیبهشت ماه روی کار آمد، این مهم را مورد توجه قرار داد و روز اول آذرماه به عنوان روز اصفهان در شورای شهر مصوب شد.
با تصویب شورای اسلامی شهر اصفهان اول آذرماه به عنوان روز نکوداشت اصفهان و همچنین نگاره تاریخی منقوش بر کاشی کاری‌های سردر بازار قیصریه (نماد قوس) که با اقتباس از صورت فلکی برج قوس طراحی شده به عنوان نماد اصفهان، انتخاب شد. در سال ۱۳۸۴ تعدادی از اصفهان شناسان و دوستداران میراث فرهنگی، بر اساس مستندات تاریخی، پیشنهاد ثبت یکم آذر ماه به عنوان روز اصفهان را مطرح کردند.
بر اساس این مستندات، طالع بنیان شهر اسطوره ای اصفهان در ماه آذر (قوس) دیده شده و در بسیاری از متون کهن، خشت اول شهر اصفهان را در ماه آذر گذاشتند و برج قوس را طالع اصفهان انتخاب کرده‌اند. همچنین باروی اصفهان در این ماه بنا نهاده شده‌است.
از همین رو جمعی از اصفهان شناسان و اصفهان پژوهان، در سال ۱۳۸۴ پس از پیشنهاد شاهین سپنتا، این نام گذاری را مطرح و مستندات تاریخی خود را ارائه کردند. این خواسته اصفهان شناسان از سال ۱۳۸۴ تاکنون محقق نشده بود تا اینکه در دوره پنجم شورای اسلامی شهر اصفهان، اول آذرماه را به عنوان روز نکوداشت اصفهان انتخاب شد.
طی مصوبه شورای شهر اصفهان اول آذرماه به عنوان روز اصفهان انتخاب شد و هفته نخست اردیبهشت ماه هفته فرهنگی اصفهان خواهد بود. همچنین مقرر شد پیگیری‌های لازم جهت ثبت یکم آذر به عنوان روز ملی اصفهان در تقویم رسمی کشور انجام شود.
قدرت‌الله نوروزی شهردار اصفهان در پیامی پیرامون تصویب روز و نشان اصفهان نوشت: افتخار مدیریت شهری است که در این دوره دیدگاه خود را با دیدگاه اصفهان شناسان همراه ساخته و بر اساس خواسته‌ای که آنان از سال ۱۳۸۴ داشتند یکم آذرماه را به عنوان روز اصفهان به رسمیت می‌شناسد.
در متن بیان نامه مصوب اصفهان شناسان آمده‌است:
«... از آنجا که احداث باروی حفاظتی یا حصار بزرگ اصفهان به منظور تضمین امنیت شهر تاریخی اصفهان در دوران دیلمیان و در زمان رکن‌الدوله دیلمی (۲۹۲–۳۶۶ هجری قمری) صورت گرفت و برپایی این باروی امنیتی به عنوان نقطه عطفی در تاریخ اصفهان شناخته می‌شود، یاد روز آن رویداد تاریخی از این روی شایسته‌تر از دیگر پیشنهادها است. همچنین چون در آن زمان برپایی باروی بزرگ اصفهان بر بنیان زایچه این شهر در آذر ماه (برج قوس) صورت گرفت، لذا روز یکم آذرماه هر سال (مطابق با ۲۲ نوامبر) به عنوان روز نکوداشت اصفهان برگزیده می‌شود. همچنین نگاره تاریخی منقوش بر کاشی‌کاری‌های سردر بازار قیصریه اصفهان که با اقتباس از صورت فلکی برج قوس (آذر ماه) و با محتوایی متعالی طراحی شده‌است، به عنوان نماد این روز گزیده شد.»
از آن سال تاکنون، هرساله سازمان‌های مردم نهاد اصفهان و سازمان‌های دانشجویی دانشگاه‌های اصفهان یکم آذرماه را به عنوان روز اصفهان و هفته اصفهان را از یکم تا هفتم آذرماه گرامی می‌دارند.

### ابهام در تعیینِ روز اصفهان
در تعیینِ روز اصفهان میانِ شهرداری اصفهان و اصفهان‌شناسان اختلافاتی وجود داشت. در حالیکه اصفهان‌شناسان، این روز را روز یکم آذرماه می‌دانند، شهرداری اصفهان در مصوبهٔ دورهٔ دومِ شورای اسلامی شهر اصفهان، سوم اردیبهشت ماه را برای این روز تعیین کرده‌بود.

#### دیدگاهِ اصفهان‌شناسان
در اردیبهشت ماه سال ۱۳۸۴ پس از فراخوان هم‌اندیشی برای نام گذاری روز نکوداشت اصفهان، روز یکم آذرماه هر سال از سوی بیش از ۳۰ نفر از اصفهان شناسان به عنوانِ روز نکوداشت اصفهان گزینش و تصویب شد و بر اساس پیشنهاد دکتر لطف‌الله هنرفر نگاره تاریخی منقوش بر کاشی کاری‌های سردر قیصریه اصفهان را که با اقتباس از صورت فلکی برج قوس (آذر ماه) طراحی شده‌است، به عنوان نماد اصفهان برگزیدند. دلیل انتخاب آن‌ها این بود که بر اساس مستندات تاریخی زایچه شهر اصفهان در ماه آذر (قوس) است.

#### دیدگاهِ شهرداری اصفهان (هفته نکوداشت اصفهان)
طبق مصوبه دوره دوم شورای اسلامی شهر اصفهان، سوم اردیبهشت ماه با توجه به سالروز تولد شیخ بهایی به عنوان روز اصفهان نامگذاری و در سال‌های بعدی این روز از سوم تا نهم اردیبهشت ماه به عنوان هفته نکوداشت اصفهان تعیین گردید. البته بالاخره دوره پنجم شورای اسلامی شهر اصفهان، اول آذرماه را به عنوان روز نکوداشت اصفهان انتخاب کرد.
معاونت فرهنگی اجتماعی شهرداری متولی اصلی برگزاری هفته نکوداشت اصفهان است و سایر بخش‌های مجموعه شهرداری نظیر سازمان فرهنگی تفریحی، سازمان زیباسازی، معاونت هماهنگی امور مناطق و سازمان‌های شهرداری، مدیریت مجموعه فرهنگی و مذهبی تخت فولاد، مرکز اصفهان‌شناسی در برگزاری هفته نکوداشت اصفهان مشارکت دارند.
این جشن همچنین به «جشنی به رنگ اصفهان» شناخته شده‌است. از جمله برنامه‌های این جشن می‌توان به نمایش‌های تاریخی، مسابقات ورزشی، رونمایی از آخرین انتشارات در حوزه اصفهان و … اشاره کرد. پوسته اصلی این جشن با توجه به بازسازی و تکمیل شدن میدان عتیق توسط شهرداری اصفهان، در این مکان برگزار می‌شود.
در متن بیان نامه مصوب اصفهان شناسان آمده‌است:
«... از آنجا که احداث باروی حفاظتی یا حصار بزرگ اصفهان به منظور تضمین امنیت شهر تاریخی اصفهان در دوران دیلمیان و در زمان رکن‌الدوله دیلمی (۲۹۲–۳۶۶ هجری قمری) صورت گرفت و برپایی این باروی امنیتی به عنوان نقطه عطفی در تاریخ اصفهان شناخته می‌شود، یاد روز آن رویداد تاریخی از این روی شایسته‌تر از دیگر پیشنهادها است. همچنین چون در آن زمان برپایی باروی بزرگ اصفهان بر بنیان زایچه این شهر در آذر ماه (برج قوس) صورت گرفت، لذا روز یکم آذرماه هر سال (مطابق با ۲۲ نوامبر) به عنوان روز نکوداشت اصفهان برگزیده می‌شود. همچنین نگاره تاریخی منقوش بر کاشی‌کاری‌های سردر بازار قیصریه اصفهان که با اقتباس از صورت فلکی برج قوس (آذر ماه) و با محتوایی متعالی طراحی شده‌است، به عنوان نماد این روز گزیده شد.»
از آن سال تاکنون، هرساله سازمان‌های مردم نهاد اصفهان و سازمان‌های دانشجویی دانشگاه‌های اصفهان یکم آذرماه را به عنوان روز اصفهان و هفته اصفهان را از یکم تا هفتم آذرماه گرامی می‌دارند.

انجمن دوستداران اصفهان، شعار اصفهان برای همیشه، برای همه را به عنوان آرمان مشترک همه دوستداران اصفهان برگزیده‌است.

## مفهوم نماد اصفهان
موجودی که در این نماد دیده می‌شود، نماینده‌ی انسان کامل در نگاه ایرانی‌ست:
کسی که با آراستگی، مهارت، و حکمت، از تاریکی عبور می‌کند و جهان را به سوی روشنایی می‌برد.
بالاتنه‌ی انسانِ کمان‌دار، نمایانگر عقلانیت، خرد، و اراده‌ی آگاهانه است. کمان و تیر نشانه‌ی هدایت، تمرکز، و هدف‌مندی است. این تصویر یادآور آرش کمانگیر است، اسطوره‌ی فداکاری و تعیین مرزهای وطن با پرتاب تیر. از دیدگاه فلسفه‌ی اشراقی سهروردی، انسان کماندار نماد نور عقل است که تیر اندیشه را به سوی تاریکی جهل و نادانی پرتاب می‌کند.
بدن شیرگون و پلنگ‌گونه با عضلات نیرومند نماد قدرت جسمانی و غریزه‌ی مهار شده انسان دارد. عقل بر بالای این تنه قرار دارد و این قدرت حیوانی در خدمت عقل انسانی قرار گرفته است؛ یعنی تسلط عقل بر غرایز.
دمِ اژدهایی این موجود، نمادی از نیروی مهارنشده‌ی نفس اماره و درون انسان است. اینکه کماندار به سوی اژدها تیر می‌اندازد، نشانه ای از نبرد انسان با تاریکی، نفس اماره، و چالش‌های درونی می باشد.
در کل این نماد ا (انسان + حیوان + اژدها) بازتابی از اندیشه‌ی عرفانی و فلسفه‌ی وحدت‌نگر ایرانی‌ست: انسان کامل، کسی‌ست که بتواند نیروهای متضاد را در درون خود آشتی دهد.
در نگاه عرفانی، این موجود نماد انسانی‌ست که توانسته نفس حیوانی را مهار کرده، با جهان هستی یکی شود، و مسیر تکامل را بپیماید.
حالت دویدن این موجود، نشان‌دهنده‌ی حرکت، پویایی، و سلوک روحانی است. نه ایستاده، نه خوابیده، بلکه در حال پیشرفت به سوی هدفی والا.